# Liste over FN's Sikkerhedsråds resolutioner
FN's Sikkerhedsråds resolutioner er FN-resolutioner vedtaget af medlemmer af Sikkerhedsrådet. Aktuelt består antallet af medlemmer af Sikkerhedsrådet af 15 lande: de 5 permanente medlemmer (Kina, Rusland, Frankrig, Storbritannien og USA) og 10 ikke-permanente medlemmer. Sikkerhedsrådet har "det primære ansvar for opretholdelsen af international fred og sikkerhed".
Nedenfor er gengivet en liste af udvalgte resolutioner fra Sikkerhedsrådet.

## Liste
| Nr.             | Årstal | Emne                                                           | Evt. uddybning | Resultat              |
| --------------- | ------ | -------------------------------------------------------------- | --- | --------------------- |
| Resolution 242  | 1967   | Territorier erobret af Israel i forbindelse med Seksdagskrigen | | Vedtaget (15 – 0)     |
| Resolution 446  | 1979   | Israelske bosættelser                                          | "(...) Israels politik og praksis med hensyn til etablering af bosættelser i de palæstinensiske og andre arabiske territorier besat siden 1967 ikke har nogen juridisk gyldighed og udgør en alvorlig hindring for at opnå en omfattende, retfærdig og varig fred i Mellemøsten" | Vedtaget (12 – 0 – 3) |
| Resolution 478  | 1980   | Israel og palæstinensiske områder                              | Resolutionen fordømmer Israels Jerusalem-lov | Vedtaget (14 – 0 – 1) |
| Resolution 1701 | 2006   | Israel, Hizbollah og Libanon.                                  | Opfordring til at parterne omgående afslutede kamphandlingerne | Vedtaget (15 – 0 – 0) |

## References
1. ↑  "UN Charter (full text)". The United Nations (engelsk). Hentet 28. oktober 2022.